# Hřbitov Calvaire
Hřbitov Calvaire (francouzsky Cimetière du Calvaire) je malý pařížský hřbitov, který se nachází na vrcholku kopce Montmartre u kostela Saint-Pierre de Montmartre. Je jedním z posledních dvou hřbitovů v Paříži (vedle hřbitova Charonne), které se rozkládají u farního kostela. Jeho rozloha činí přibližně 600 m2, což z něj činí nejmenší ze všech veřejných hřbitovů v Paříži (menší je už jen soukromý hřbitov portugalských židů). Je zde 87 hrobů.

## Historie
Hřbitov u kostela Saint-Pierre de Montmartre byl oficiálně založen v roce 1688. Během Francouzské revoluce byl hřbitov zcela vypleněn. Byl součástí královského opatství Montmartre, které bylo zcela zrušeno a zbyl z něj pouze kostel Saint-Pierre de Montmartre. Hřbitov byl obnoven v roce 1801 pro pohřbívání místních obyvatel. V roce 1831 byl definitivně uzavřen v souvislosti s vytvořením nedalekého hřbitova Saint-Vincent.
Z významných osobností jsou zde pohřbeni:
- Louis des Balbes de Berton, vévoda de Crillon (1742-1806), generál, po jehož otci je pojmenován palác Hôtel de Crillon na Place de la Concorde
- Félix Desportes (1763-1849), první starosta Montmartru a velvyslanec
- Baron Antoine Portal (1742-1832), lékař a chirurg, zakladatel Lékařské akademie v roce 1820
- Louis Antoine de Bougainville (1729-1811), admirál a mořeplavec (jeho ostatky byly ještě téhož roku přeneseny do Pantheonu)
- Mathieu Dumas (1753-1837), generál, ministr a spisovatel